# Murawki (powiat iławski)
Murawki (niem. Wilhelmswalde) –  wieś w Polsce, na Pojezierzu Iławskim, w województwie warmińsko-mazurskim, w powiecie iławskim, w gminie Zalewo.
Do 2024 r. miejscowość była częścią wsi Urowo. W latach 1975–1998 miejscowość administracyjnie należała do województwa olsztyńskiego.
Wieś wzmiankowana w dokumentach z XVIII w., jako folwark szlachecki na 11 włókach. W roku 1782 we wsi odnotowano dwa domy, natomiast w 1858 w jednym gospodarstwie domowym było 13 mieszkańców. W latach 1937–39 mieszkańców liczono łącznie z Urowem. W roku 1973 jako kolonia Murawki należały do powiatu morąskiego, gmina Zalewo, poczta Boreczno.